# 指向性エネルギー兵器
指向性エネルギー兵器（しこうせいエネルギーへいき、DEW、directed-energy weaponの略称）は、砲弾、ロケット弾、ミサイルなどの飛翔体によらず、兵器操作者が意図した目標に対し指向性のエネルギーを直接に照射攻撃を行い、目標を破壊したり、無力化させる兵器である。目標物は対物用も対人用もある。実戦への投入は、非致死性の治安兵器へ一部投入された程度で、大部分は未だ研究開発段階である。アクティブ防護システムの一環としても開発が進められる。

## 概要
指向性エネルギー兵器(DEW)という概念自体は目新しいものではなく、サイエンス・フィクションでは定番の兵器である。19世紀末にはH・G・ウェルズの『宇宙戦争』に殺人光線が登場して以来、空想の世界（SF小説、SF映画、SFアニメ、子供の玩具）では、枚挙に遑が無いほど登場する。
第二次世界大戦時には電波兵器の一環として怪力線などの研究が各国で進められた。指向性エネルギー兵器で利用が考えられているものは以下のエネルギーが挙げられるが、ほとんどのDEWは未だ研究開発段階である。
- 電磁波エネルギー
  - コヒーレントな電磁波（レーザー光、メーザー波）
  - インコヒーレントな電磁波（ビーム状マイクロ波）
- 光子以外の素粒子エネルギー
  - 荷電粒子（電子ビーム、陽子ビーム、重粒子ビーム）
- 音波エネルギー（音響兵器）

## 種類

### レーザー兵器

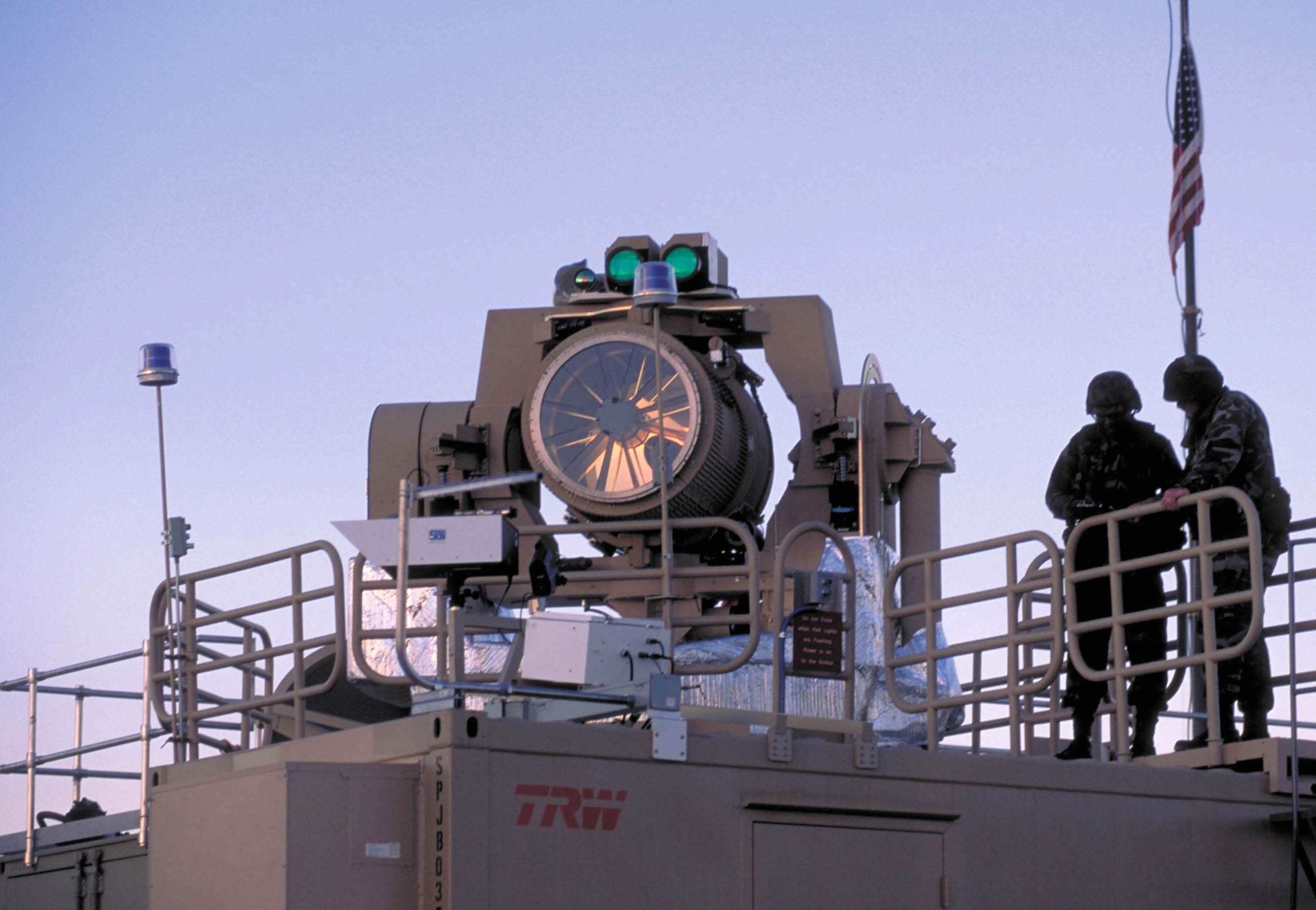
戦術的高エネルギーレーザー/先進概念技術実証機

レーザー兵器はレーザーを利用した指向性エネルギー兵器の一種で、アメリカとイスラエルが共同で開発中の対空レーザー兵器戦術高エネルギーレーザーやアメリカのAN/SEQ-3レーザー兵器システム・ミサイル迎撃試験用の軍用機AL-1などがある。レーザー兵器は日本の高出力レーザシステムなど各国でも研究開発が進んでいる。

### 電波兵器
高エネルギー電波兵器（HERF）は電子レンジと同様の原理で作動し、類似の機能を示す。
2007年1月25日、アメリカ陸軍は小型装甲車（ハンヴィー）に搭載可能な装置を公開した。この装置は平面状に配列されるものと似ている。装置は、460m離れた人間の体感温度を約54度に感じさせることができた。こうした兵器の実物大での製造は2010年まで予期されていなかった。この装置はアクティブ・ディナイアル・システムの一つとして、おそらく最も有用に配備されたものである。アクティブ・フェーズドアレイ・アンテナによって高出力の電磁波を特定の部位に収束させる事で電子機器を焼損させて無力化する方法の開発も進められる。

#### マイクロ波
- アクティブ・ディナイアル・システムはミリ波を供給源として目標の皮膚の水分を加熱し、無力化するほどの痛みを引き起こす。この装置はアメリカ空軍研究所とレイセオン社により暴徒鎮圧の用途で使用されている。激しい痛みをもたらすが永続的な損傷を与えないよう企図しているものの、このシステムが眼球に対して回復できない損傷を引き起こすという、若干の懸念が示された。マイクロ波に暴露することでの長期間の副作用に関していまだに試験中である[要出典]。この装置はまた、保護されていない電子機器を破壊する。関連技術にはテンペストが挙げられる。これは予期しない電子情報の漏洩に関する研究である[2]。これらの装置には様々なサイズがあり、ハンヴィーに搭載されるほどのものも含まれる。
- ヴィジラント・イーグルは空港防御システムである。これは航空機へと発射される投射体に、高周波数のマイクロ波を指向するものである[3]。この兵装システムは、ミサイル探知および追尾サブシステム（MDT）、指令および制御システム、そして走査アレイから構成される。MDTは多数のパッシブ式の赤外線カメラを固定装備している。指令および制御システムはミサイルの射点を特定する。走査アレイは地対空ミサイルの誘導装置を妨害するマイクロ波を照射し、これを航空機から逸らす[4]。
- ボフォースHPMブラックアウトは高出力マイクロ波兵器システムで、商用オフザシェルフ（COTS）電子機器を、距離を置いて破壊可能であるとされている。この装置は人体に影響はないと述べられている[5][6][7]。
- 脳内音声兵器、通称V2Kはマイクロ波聴覚効果を応用した無線通信システムであり、米軍が脳内音声兵器の存在について機密を解除している[8]。

#### 使用と効果
人体に対して電磁波兵器を使用するとき、劇的な効果を作り出せる。レイセオン社のアクティブ・ディナイアル・システムでは急激な灼熱感が引き起こされ、または距離にもよるが、個人や複数の人々に、不安、恐怖、強い倦怠感や混乱などのより巧妙な影響を生み出す。
こうした兵器の軍用としての3つの長所は以下の通りである。
- 個人または集団が、彼らがこうした装置で照準されていても、必ずしもそれを理解するわけではない。
- マイクロ波の波長は他の無線周波数のいくつかに似ており、容易に建築物などの素材を透過する。
- この波長には特別なアンテナを用い、その効果により、個人または市や国といった広範囲の双方を照射できる。
- 使用した形跡や証拠が残りにくい
- 武器の種類によって、内部から神経に重大な影響を与えることができる

こうした兵器の軍用や強制執行としての使用可能性には以下のものが含まれる。
- 敵兵力または民衆に激しい不安感や急迫の危機感を与え、闘争よりも逃走するように影響を及ぼす可能性。[要出典]
- 反抗や非協力的態度に伴う激しい不安感や恐怖よりも、わずかな協力的態度でも肉体的に大きな幸福感を伴う方が非常に望ましいということを、捕虜とした敵兵員に理解させる能力。
- 耐え難い倦怠感を、すでに疲労した敵兵力に与える能力。
- 長期間にわたり、敵兵力から正常で連続した睡眠を奪う能力。
- 敵の親しい兵員達の間に、間接的に思い込みを与える可能性。これはある兵士の言動を（その兵士が聞きつける奇妙な声や音は、しかし他の誰にも聞こえない）精神的に不安定として真剣に取り上げないというものである。こうした感覚、声、奇妙な音や夢は、特別なマイクロ波型式の波長のアンテナにより、ある程度の精密さで敵に強要できる。

#### 実例
- ノースロップ・グラマン社製品
  - 2009年3月18日、ノースロップ・グラマン社は、レドンドビーチの技術者達がレーザー放電誘導装置の製造と試験に成功したことを公表した。この装置は100キロワットの光線を生み出し、巡航ミサイルや砲列、ロケットまたは迫撃砲弾を破壊するには充分な威力を持つ[9]。アメリカ陸軍が企画する、共同高出力固体レーザープログラムのマネージャーであるブライアン・スティックランドは、レーザー放電誘導の理論的可能性について、この装置は化学レーザーよりも補器類が小さなスペースしか必要としないことから航空機や艦艇、または車輌に搭載されると言及した[10]。
  - 2011年4月6日、アメリカ海軍はノースロップ・グラマン社の製造したレーザー砲について試験を成功させた。この砲は、元はUSS パウル・フォスター、現在はアメリカ海軍の実験艦として運用されている艦に搭載された。カリフォルニア中部の海岸を離れ、太平洋のテスト領域内で試験に臨んだ際、海軍研究局長であるネヴィン・カル大将の言及では、このレーザー砲は「高速巡航する目標に破壊的効果」を与えたと記録された[11]。分類すればこのレーザー砲の射程はマイル単位に属するもので、ヤード単位ではない。
  - ノースロップ・グラマン社は高出力固体レーザー兵装システムの有用性を公表した。グラマン社はこの兵器をファイアストライクと呼んでおり、2008年11月13日に紹介が行われた。この兵装システムはモジュラー式であり、採用された15kwのモジュールは様々な出力レベルの供給に応じて組み合わせが可能である。
- 2010年7月19日、ファーンボロー国際航空ショーにおいて公開された対空レーザーは、レーザーCIWSであると評された[12]。
- ゼウス-HLONSは戦場で最初に投入されたレーザー兵器であり、全てのタイプのエネルギー兵器としても最初のものである。これは地雷や不発だった兵器の処理に用いられた。
- レーザー・エリア・ディフェンス・システム。
- MIRACL（The Mid-Infrared Advanced Chemical Laser、中赤外線先進化学レーザー）はアメリカ海軍の試作したフッ化水素レーザーである。これは1997年にアメリカ空軍の人工衛星で試験が繰り返された。
- 2011年、アメリカ海軍はMLD(Maritime Laser Demonstrator、海上レーザーデモンストレーター)のテストを開始した。これは艦艇に搭載、使用するレーザーである[13][14]。
- PHaSR（Personnel Halting and Stimulation Response、直訳すれば兵員制止及び刺激反応）とはアメリカ空軍により開発された携帯式非致死性兵器である[15]。これは目標の幻惑や気絶を目的としている。
- 戦術高エネルギーレーザー（THEL）はイスラエルとアメリカの共同研究開発によりフッ化水素レーザーを兵器転用したものである。この兵器は航空機とミサイルの撃墜のために設計された。関連項目として国家ミサイル防衛を参照。
- アメリカ空軍の航空レーザー、また先進戦術レーザーは、ミサイル撃墜のために炭酸ガスレーザーや化学酸素ヨウ素レーザーをボーイング747に装備する計画である。[16][17]
- PELT（Portable Efficient Laser Testbed、直訳すれば携帯型レーザー効率試験機）[18]
- ACCM（Laser AirCraft CounterMeasures、レーザー航空対抗手段）

### メーザー

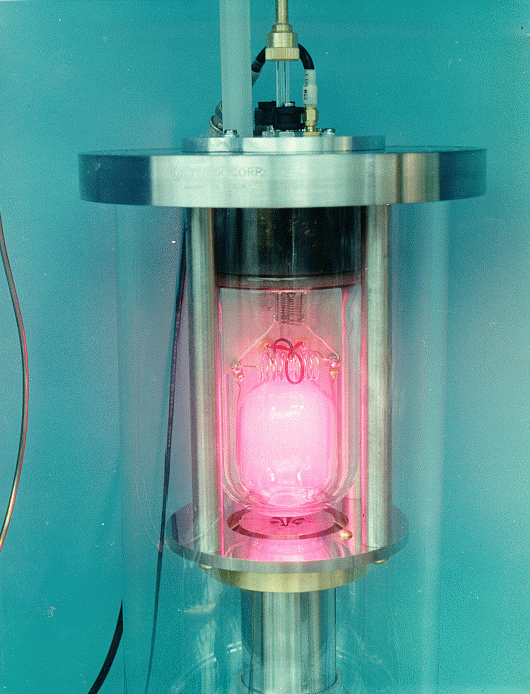
水素メーザー。

メーザーは誘導放出による増幅を介してコヒーレントな電磁波を発生させる装置である。歴史的に、MASERとは元々、"Microwave Amplification by Stimulated Emission of Radiation"「誘導放出によるマイクロ波増幅」の頭文字に由来する。技術開発から生じた小文字での使用はもともとの表示を不正確にするものであるが、現在のメーザーは、マイクロ波や無線周波数といった幅広い帯域の電磁波を発生させる。そこで物理学者であるチャールズ・タウンズは現在の言語的正確さのために「moleculer」（分子）と「microwave」（マイクロ波）とを置き換えるという使用法を提案した。1957年、最初に光学的にコヒーレントな発振器が開発された際、これはオプティカルメーザーと命名されたが、しかし通常はゴードン・グールドが同年に頭文字をとって確立したレーザー（Light Amplification by Stimulated Emission of Radiation ）という呼び方で呼ばれる。

#### メーザーの標準的な型式
- 原子ビームメーザー
  - アンモニアメーザー
  - 自由電子メーザー
  - 水素メーザー
- 気体メーザー
  - ルビジウムメーザー
- 固体メーザー
  - ルビーメーザー
  - ささやきの回廊モードに置いた鉄・サファイアメーザー

二重希ガスのメーザー媒質は無極性である。

### 粒子ビーム兵器
粒子ビーム兵器では中性粒子を使うことができ、また大気内・大気外の両方で使用できる。兵器としての粒子ビームは理論的に可能であるが、実用となった兵器が公開実演されたことはない。特定の種類の粒子ビームには大気中で自己焦点化する利点がある。
粒子ビーム兵器でもブルーミング現象が問題となる。そのほか、目標に集中されるエネルギーは散乱し、粒子ビームはより効果を失うこととなる。
- 熱によるブルーミング現象は、電荷を帯びたビーム、および中性粒子ビームの両方で起こる。また粒子が熱の振動で他の粒子に衝突するときや、空気分子に衝突するときにも生じる。
- 電気的なブルーミング現象は、荷電粒子ビームにのみ生じ、同じ電荷を持つイオン同士がお互いを排斥する。

#### プラズマ兵器
プラズマ兵器はプラズマのビームや光、粒子線を発射する。これら発射されるものは、原子核と電子、またイオン化が起きたときには自由電子、そしてピンチ効果を加えられた際には他の粒子から構成される、励起状態の物質である。
MARAUDER（Magnetically Accelerated Ring to Achieve Ultra-high Directed Energy and Radiation、エネルギーおよび放射線の超高密誘導達成用の磁気的に加速されたリング）は、シバ・スター計画（兵器や他の装置が必要とする、短時間で莫大な量のエネルギーを供給し、試験する手段を提供するための、高エネルギーキャパシター貯蔵庫）で採用された。この装置はプラズマのトロイド（環状体）を光速にほぼ近い割合にまで加速するためのものだった。

#### 真空中における電子ビーム
宇宙空間のような真空中では、放出された電子が、光速よりわずかに遅い速さで無限の距離を進むことができる。この理由は、真空中に電流の進行に対する重大な電気抵抗がないためである。そこで、こうした装置が人工衛星や宇宙船の電気設備、また電子部品の破壊に利用できる。しかしながら真空中では電流がレーザー光に乗ることはできず、またほかのいくつかの手段によって電子ビームの散乱を防止し、その軌道を維持しなければならない。詳細は粒子線を参照。

#### 兵器の射出速度
エネルギー兵器の射出速度はビームの密度で測定される。ビームが非常に稠密であれば非常に強力であるが、粒子ビームは光速より非常に遅く移動する。この速度は、質量、力、密度または粒子/エネルギー密度で測定される。

### 音響兵器
キャビテーション現象は人体組織中の気体の核に働きかけて気体を発生させる。このキャビテーション現象と加熱は超音波に対する暴露から生じることがあり、組織や器官に損傷を与える可能性がある。調査で判明したことは、マウスが700kHzから3.6MHzの波長を持つ高強度超音波に露出されると肺と腸への傷害を引き起こす。振動音響による刺激後の心拍数のパターンは、動脈の危険な動悸と徐脈という結果になった。研究者はこれを、聴覚への永続的障害を起こす危険性のある高強度の音で、聴覚系に痛みが生じたことによると結論した。
大規模並行研究プログラムには被験者が高強度の可聴域音を聞き取るという実験が含まれていた。耳を除外した（聴覚と無関係な）様々な臓器と中枢神経系の生体効果には以下が含まれた。聴覚への変換、振動触覚の感度変化、筋収縮、循環器系統の機能変化、中枢神経系への効果、前庭（内耳）への影響、胸壁・肺組織への効果である。研究者は、低周波ソナーへの露出は重大なキャビテーション現象、低体温症、組織切断という結果となることを発見した。追加実験は推奨されなかった。
マウスの試験では184デシベルが肺と肝臓、双方の損傷を生じる閾値となることが示された。損傷は強度が増強されるにつれて速やかに激しくなった。人体への、雑音を引き起こす神経学的な妨害は、15分以上持続して連続的に低周波音にさらさせるもので、これは脳組織に影響を及ぼし、即座にそして長期にわたる問題を生み出すこととなった。こうした症状は、軽い頭部外傷を負った人のそれらと共通していた。原因となるメカニズムへの一つの理論は、音への長時間の露出が、脳組織に対して脳症を誘発するに充分な、機械的な緊張となったというものである。

## 歴史

### 古代の発明家

シュラクサイ包囲戦で鏡を放物面状に配置して太陽光を収束させて火災を起こさせる模式図

伝説に言及すれば、「燃える鏡」または「死の光線」という概念がアルキメデスによって考えられた。彼はシュラクサイ包囲戦で焦点距離を調整できる鏡を、もしくはより類似したものとしては、同一地点に焦点を合わせられる一群の鏡を作り出し、シラクサへ来襲したローマ艦隊の艦艇へ太陽光線を照射し、これらの船に火災を起こした。歴史家たちは、この戦闘の最初期の報告書では「燃える鏡」のことに言及せず、ただ彼の独創性と炎を投げつける方法が結びついて勝利に関連したとしているに過ぎないと指摘する。テレビ番組「MythBusters」が企画を三度試みた他には例がないものの、この偉業を再び実演しようとする幾度かの企画は若干の成功を収めた。特に、マサチューセッツ工科大学の学生による実験では、実用的でないのであれば鏡をベースとした兵器が少なくとも可能であることを示した。

### ロバート・ワトソン＝ワット
1935年、イギリス空軍大臣は無線研究局のロバート・ワトソン＝ワットに「死の光線」が可能であるかどうかを尋ねた。彼と同僚のアーノルド・ウィルキンスは速やかに結論を下した。それは実行不可能であったが、なりゆきから航空機の探知のために無線を使うことを提案し、これはイギリスにおけるレーダー開発の始まりとなった。ロバート・ワトソン＝ワットを参照。

### エンジン停止光線、都市伝説の現実化
エンジン停止光線は、フィクションと伝説から生じた派生物である。こうした物語は1938年頃のイギリスで広まっていた。話はそれぞれ異なるが、一般的には自動車のエンジンが突然止まった観光客について語るもので、その後彼らに、ドイツ兵が待つように言いながら近づいてくるというものである。しばらくすると兵士はエンジンが動くことを伝えていなくなり、観光客は車で走り去る。こうした伝説が生じたもともとの話には、ドイツのフェルトベルクで行われたテレビの送信機試験のことの可能性がある。車のエンジンから発する電磁的なノイズは場の強さの測定に干渉するため、試験に必要な20分ほどの間、衛兵が周辺部の全ての交通を止める必要があった。この事件が歪められて作り替えられ、送信機がエンジンを壊すというアイデアを生ませたのかもしれない。この概念は後にナイト2000等のフィクションに度々登場することになる。
現在の自動車エンジンは機械的にではなく電子的に制御されており、電子機器の無力化はエンジンを確実に止めることができる。兵器ではないものの、OnStar社はリモコン式の装備品としてこれを実際に作り出した。これは自動車の電子装置へのアドオン（拡張機能）である。自動車は閉じたシステムで運用されているため、エンジンを止めるのにレーザーやパルス兵器を用いて感電させ、ショートを起こすような電子的手段を使うのは不可能である。電磁パルスにはエンジンを停止させる効果があることが知られているが、しかしこれは指向性エネルギー兵器ではない。

### ニコラ・テスラ
1856年から1943年まで生きたセルビア人であるニコラ・テスラは発明家、科学者、および電気技術者として注目されている。彼は初期の高周波技術を開発した。1900年代初頭から彼の死期に至るまで、テスラは指向性エネルギー兵器の計画のために働いた。1937年、テスラは「The Art of Projecting Concentrated Non-dispersive Energy through the Natural Media」（直訳すると「自然の媒体を通じ、集中された非拡散エネルギーを放射する技術」）と題された、荷電粒子ビームに関する論文を著述した。

### 第二次世界大戦時のドイツ試作兵器
1940年代初期、枢軸国の技術者は音波砲を開発した。メタンガス燃焼室は2基のパラボラ状反射装置に接続しており、約44ヘルツでパルス的に爆轟した。この皿状の反射装置で拡大された低周波は、200mから400mの範囲では中耳骨を振動させ、また内耳の部分では蝸牛流体を振り、空間識失調と吐き気を引き起こした。50mから200mの距離では、音波が圧縮力に抵抗を持つ器官、例えば腎臓、脾臓、肝臓の圧縮と解放を繰り返し、器官の組織と流体に働きかけた。ただしこれは柔軟な器官、例えば心臓、胃や腸にはほとんど見るべき影響を及ぼさなかった。大気による相殺が非常に大きいことから、肺組織は最も近い範囲においてのみ影響を受けた。また血液を豊富に含む肺胞だけは圧縮に抵抗した。実用上では、この兵装システムは敵の砲火に非常に脆かった。小銃、無反動砲、また迫撃砲の砲弾は簡単にパラボラ状の反射装置を変形させ、音波の拡大効果を失わせた。
第二次世界大戦の末期、ナチス・ドイツは「ヴンダーヴァッフェ」と呼ばれる革新的な秘密兵器の技術開発に期待を強くしていった。
指向性エネルギー兵器の中でも、ナチス・ドイツが研究したのはX線ビーム兵器であり、ハインツ・シュメレンマイアー、リヒャルト・ガンス、そしてフリッツ・ホウターマンスの指揮下に開発が進められた。彼らはドイツ航空省（RLM）のために、レオトロンと呼ばれる電子加速装置（1930年代にジーメンス・シュッカート社のマックス・ステーンベックによって発明された。これらはアメリカでは後にベータトロンと呼ばれた。）を建造し、硬X線シンクロトロンビームを発射した。ここで意図されたものは、航空機のエンジン内部にある点火プラグをプレイオン化し、これにより航空機の高度を高射砲の射程まで下げさせることで、対空指向性エネルギー兵器として役に立たせようというものだった。1945年4月14日、レオトロンはブルククルブでアメリカ軍に接収された。
また、エルンスト・シャイボルトは他の方法を模索しており、アシャッフェンブルクに近いグロスオストハイムにて1943年から「レントゲンカノーネ」が研究された。ハンブルクにあるライヒャート・ザイフェルト& Co社では部品を供給した。
ドイツ第三帝国では音響兵器の更なる開発を行い、破壊力を持つ音波の発射のためにパラボラ形式の反射装置を用いた。マイクロ波兵器は怪力線として日本で研究された。

### 怪力線
登戸研究所第1課で「くわいりき」の頭文字から「く号兵器」の名で、研究されていた
。ここでは特殊兵器、電波兵器の研究開発が行われていた。紫外線を上空に照射して空気を電離させ雷を誘導するという実験も行っていたが、戦場における電力源の不足や携帯性がないなどの理由で計画が中止された。また後年のレーザーを思わせるような光線兵器についても研究された。それらのうちで、怪力光線は、強力な電磁波ビーム上に収束させる放射器である。数mの距離から小動物を殺傷する実験には成功したものの、さらなる高出力の電源を用いるタイプの開発に着手したが当時の物資不足などもあって研究は遅々としたものとなった。
しかし、戦局を挽回する超兵器としての魅力は捨てきれず、一部で終戦まで研究は続けられた。開発の過程でマグネトロンが開発され、この成果は後年電子レンジに使用された。またこの光線による誘雷という概念は後年レーザー誘雷として実現する。

### 戦略防衛構想
1980年代、アメリカ合衆国大統領ロナルド・レーガンは戦略防衛構想（SDI）計画を提案した。これはスター・ウォーズと俗称を名づけられた。レーザー、おそらくは宇宙空間に据砲されたX線レーザーは弾道飛翔中のICBMを破壊できる可能性を示唆した。戦略ミサイル防衛構想の概念はアメリカミサイル防衛局の主導の下に現在まで継続され、大部分の指向性エネルギー兵器の概念は棚上げとされた。しかし、ボーイング社はボーイングYAL-1とボーイングNC-135で若干の成功を収め、前者は2010年2月にミサイルを2基撃墜した。予算の供給は両方の計画とも減らされている。

### イラク戦争
イラク戦争中、アメリカ陸軍によって高出力マイクロ波を含む電磁兵器が投入された。目的としてはイラクの電子設備の混乱および破壊と、暴徒鎮圧にも投入されたと推測される。型式及び暴露された電磁界の大きさは判明していない。

### スペースシャトル チャレンジャー号の追尾の主張
1984年、スペースシャトル「チャレンジャー号」を目標とし、ソビエト連邦がTerra-3基地のレーザーを使用したと主張された。当時、ソビエト連邦はシャトルが偵察用のプラットフォームとして用いられることを懸念していた。1984年10月10日（STS-41-G）、Terra-3の追尾レーザーはシャトルが施設上空を通過する際に「チャレンジャー号」を狙った疑いがある。これにより「スペースシャトルの故障とクルーへの不快感」を引き起こす結果になったと主張されている。アメリカ合衆国は外交上、事件について抗議を提出した。しかしこの物語は、STS-41-Gにおいて搭乗した乗員と、アメリカ諜報機関の知識あるメンバーによって広く否定されている。

### 強制執行
眩惑レーザー、またはダズラー（目潰し）といった装置が求められるが、これらは攻撃者を一時的に盲目にするか気絶させ、もしくは移動車輌の運転手を停止させる。また、標的には航空機や装置のセンサーが含まれる。ダズラーは様々な電子センサーに対して赤外線や不可視光を放つ。また人間に対し、もし長期にわたる傷害を眼に負わせないよう意図する時には可視光を放射する。通常、放射装置にはレーザーが用いられ、これは「レーザー・ダズラー」と呼ばれるものとなる。現用のそうしたシステムの大部分は個人携行が可能であり、赤（半導体レーザーを使用）もしくは緑（ダイオード励起固体レーザーを使用。DPSS）の両方の範囲で電磁波を運用できる。

### 日本での開発
1975年にガスダイナミックレーザーによる試作装置を開発し、当時日本国内での最高出力である10kwの出力を達成している。1989年には、CO2レーザーによって、目標上で高い集光強度を得るための試作装置を開発している。2010年からは、ヨウ素レーザーを用いての艦艇搭載を見据えたプロトタイプシステムの開発を始めており、高出力、高精度追尾などの研究を行っている。2016年8月、防衛省は、無人機のほかに、装備同士を通信でつなげるネットワーク化や、レーザー技術の研究開発を重視していく方針を示している。

## 非致死性兵器
1997年に開かれたTECOM技術シンポジウムでは非致死性兵器につき、「傷害と致死の可能性は人体実験を強く限定する」ことを主な理由とし、「人体への目標と影響を決定することは、テストを行う組織に対する大きな挑戦である」と総括した。
また、「指向性エネルギー兵器は中枢神経系を目標として神経生理学的な障害を引き起こすが、これは1980年の特定通常兵器使用禁止制限条約を犯す可能性がある。非軍事的意図を越えて「過剰な傷害、または不要な苦痛」を引き起こす兵器は、1977年のジュネーブ協定のプロトコルIも犯す可能性がある」とした。
非致死性電磁兵器が及ぼす、生体に対する一般的効果のいくつかには以下が含まれる。
- 呼吸困難
- 方向感覚の喪失
- 頭痛・吐き気
- 疼痛
- 空間識失調と視覚異常
- 他、全身の不快感

呼吸の妨害は最も重大で致死的な結果を起こす。脳幹など生命維持に必要な中枢神経に障害を与えることができると、呼吸や自律神経への失調を引き起こすことができる。
光や反復的な視覚信号はてんかんの発作を誘発する。擬似運動感覚、乗り物酔いが起こることもある。
クルーズ客船が海賊の撃退のためにLRADのような音響兵器を使うことが知られている。

## 近年使用された疑いのある事例
2020年11月、中国人民大国際関係学院の金燦栄副院長が講演で中国軍のマイクロ波攻撃について言及した。その内容は「インド軍をマイクロ波で撃退した」というものであるが、インド軍は使用されたことを否定している。
また電磁波兵器であることは確定していないが、2016年以降、キューバの首都ハバナで起きた事件をきっかけに、世界各国の大使館や拠点に在留していたアメリカの外交官が脳損傷を受ける被害を訴えた。ラトビアを拠点とするインサイダーは、ロシア軍参謀本部情報総局傘下の「２９１５５」と呼ばれる部隊が、米政府職員がハバナ症候群を発症した場所に配置されていたと指摘。同部隊の幹部が「非致死的音響兵器」の開発に関する任務遂行で表彰や昇進を受けていたと主張している。